# Kamil Piątkowski
Kamil Piątkowski, född 21 juni 2000, är en polsk fotbollsspelare som spelar för Red Bull Salzburg.

## Karriär
Den 1 februari 2021 värvades Piątkowski av Red Bull Salzburg, där han skrev på ett kontrakt femårskontrakt med start från sommaren.

## Meriter
Raków Częstochowa
- Polsk cupvinnare: 2021

 Red Bull Salzburg
- Österrikisk mästare: 2022
- Österrikisk cupvinnare: 2022